# Шешминская Крепость
 Шешминская Крепость  — село в Черемшанском районе Татарстана. Административный центр Шешминского сельского поселения.

## География
Находится в южной части Татарстана на расстоянии приблизительно 16 км по прямой на запад-северо-запад от районного центра села Черемшан на речке Шешма.

## История
Основано в 1734—1735-х годах как Шешминский фельдшанец на Ново-Закамской оборонительной линии, заселяемый солдатами Шешминского и Алексеевского ландмилицких полков. После 1753 года активно заселялось отставными солдатами.

## Население
Постоянных жителей было: в 1780 году — 1347, в 1859—930, в 1889—1542, в 1897—2056, в 1910—2389, в 1920—2268, в 1926—1893, в 1949—1628, в 1958—1411, в 1970—1197, в 1979—851, в 1989—605, в 2002 − 471 (русские 92 %), 380 в 2010.